# Claude Albert Sevin

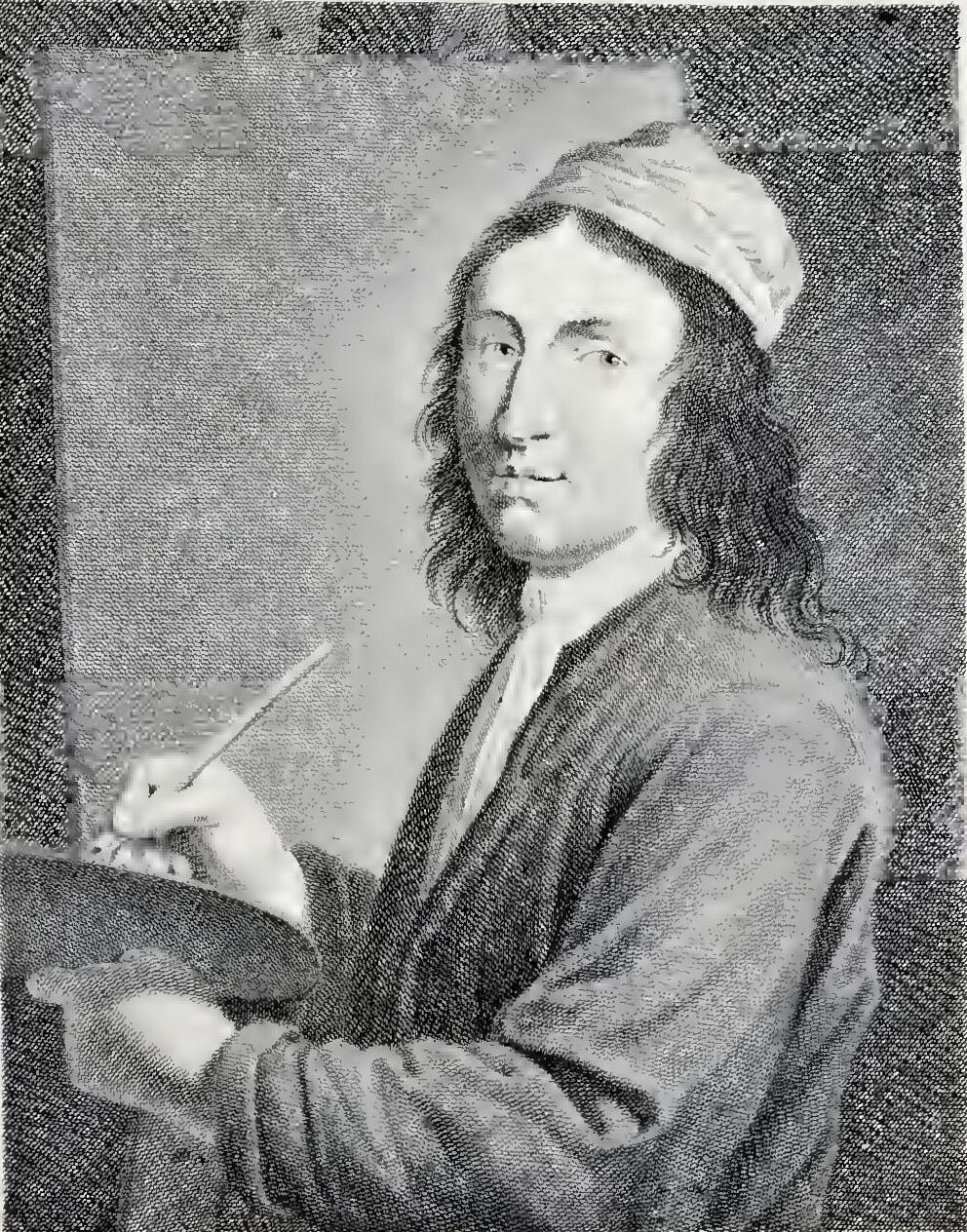
Claude Albert Sevin

Claude Albert Sevin, född i Bryssel, död 29 maj 1676 i Rom, var en belgisk målare.
Sevin studerade måleri i Liège och gjorde sig bemärkt som en skicklig miniatyrmålare. Han blev anlitad av både det svenska och det brittiska hovet som porträttmålare, men var huvudsakligen verksam i Bryssel. Bland hans noterbara porträtt märks de över lantgreven av Hessen samt ärkebiskopen av Mechelen. I Bryssel utförde han en plafondmålning i det kungliga residenset Palais du Roi och en altartavla föreställande Kristi födelse. Han är representerad med ett självporträtt i Uffizierna i Florens. 